# Chiesa di San Salvatore (Montecchia di Crosara)
La chiesa di San Salvatore è una chiesa sussidiaria ubicata nella località Castello del Comune di Montecchia di Crosara, in provincia di Verona e diocesi di Vicenza; fa parte del Vicariato di San Bonifacio-Montecchia di Crosara. 

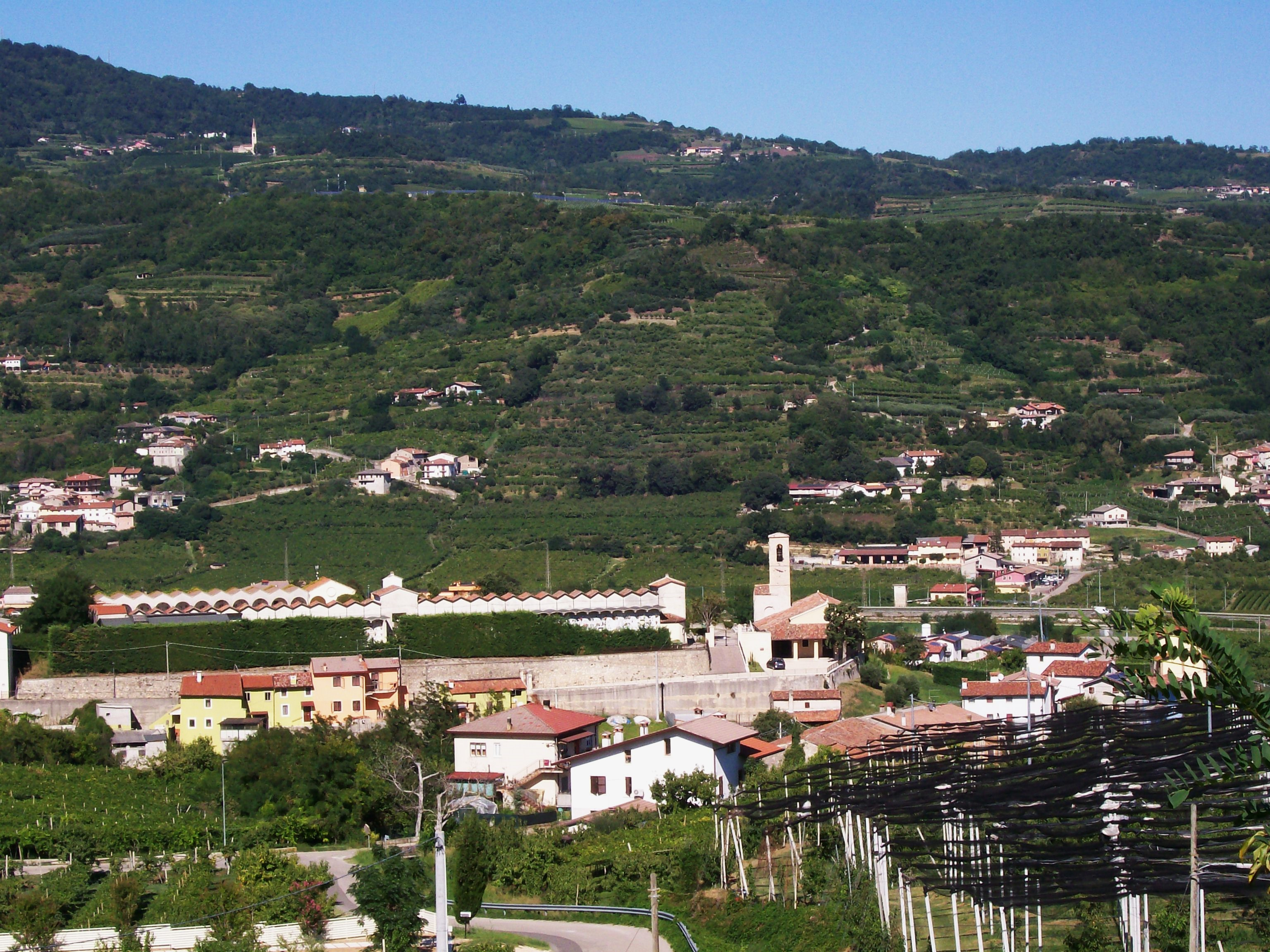
Veduta della chiesa dalla strada che scende da Castelcerino. Evidente il cimitero alla sua sinistra.

## Storia
Non si può escludere che la chiesa possa essere una fondazione di origine monastica, mentre è certo che le sue vicende furono sempre legate al castello nel cui recinto si trovava.
Nel 1076 sono attestati i Conti di Vicenza, successivamente noti come Maltraversi. È probabile che il Vescovo di Vicenza assegnò loro in feudo il castello con annessa la chiesa. Questo possesso durerà quattro secoli, seppure con rami collaterali del casato.
Sulla parete esterna, protetta da un portico, vi è una pietra che riporta un’epigrafe. Ricorda la donazione fatta da Uberto Maltraversi intorno al 1115 affinché i preti provvedessero all’olio per l’illuminazione.
Nella visita pastorale del 30 agosto 1460 il Vescovo di Gubbio Antonio Severi, per conto del Vescovo di Vicenza il Cardinale Pietro Barbo, futuro Papa Paolo II, attesta la presenza di un cappellano, ma si presenta senza tetto, tenuta male.
Anche nella visita del 1533 di don Pietro Aleandro, a nome del Vescovo Niccolò Ridolfi la chiesa risulta bisognosa di lavori di ristrutturazione.

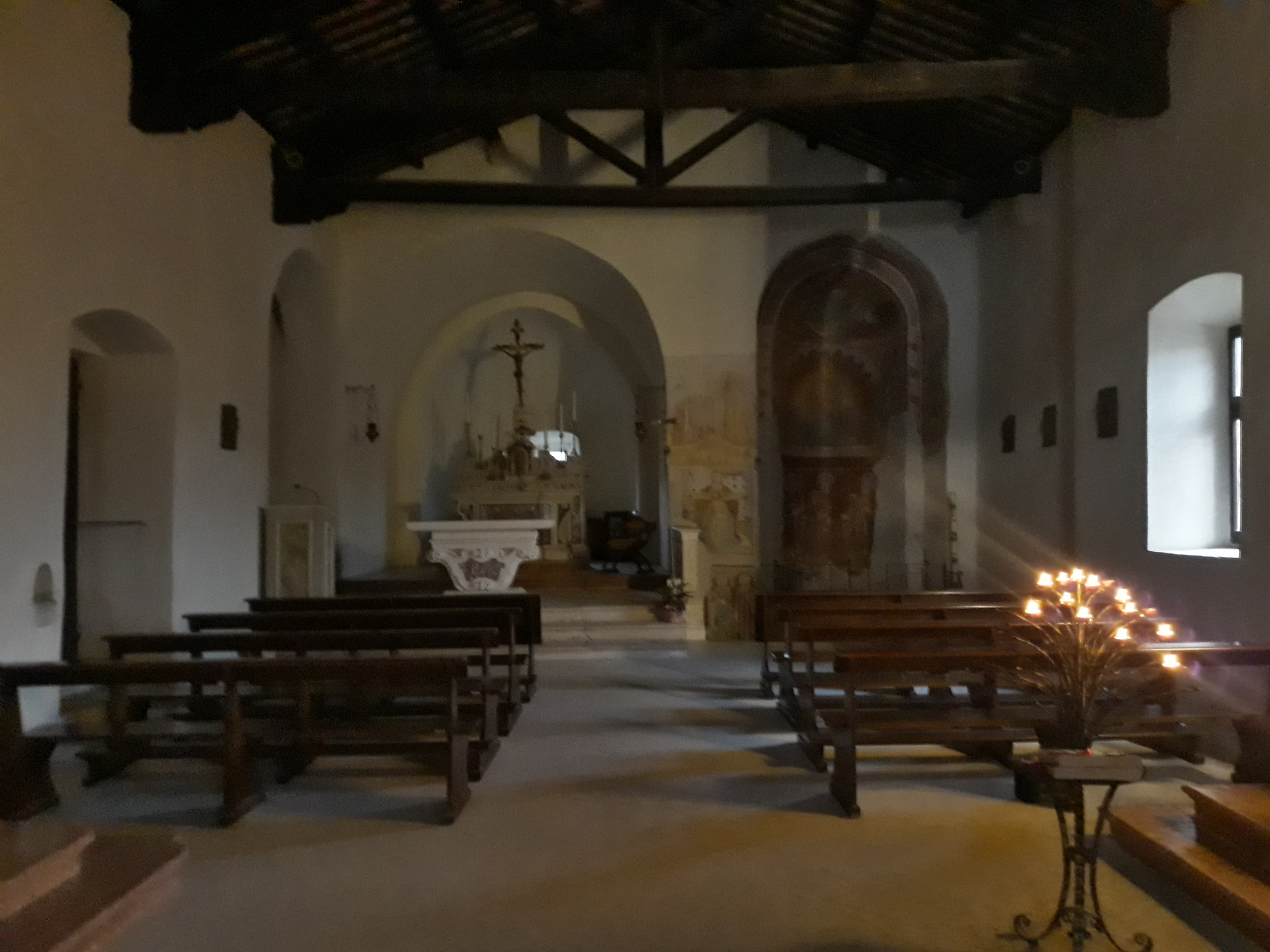
L'interno della chiesa

La chiesa ha subito modificazioni e rifacimenti che hanno certamente alterato la costruzione primitiva. Le parti più antiche rimaste sono la cripta, le tre absidi e il campanile.
La costruzione nel 1852 delle tettoie in facciata e quella sul lato settentrionale sono legate al periodo in cui, abbattuta l'l'antica pieve di Montecchia, la chiesa fu utilizzata come parrocchiale fino alla costruzione del nuovo (e attuale) edificio sacro.
La chiesa ha subito danni nel disastroso temporale dell'estate 2020.

## Descrizione

### La facciata
La facciata a capanna è rivolta ad ovest. Il porticato costruito in facciata, sostenuto da quattro pilastri, assieme alla tettoia chiusa a settentrione, risalgono al 1852.

Sotto il porticato vi sono memorie archeologiche del territorio fra cui un’epigrafe romana e alcuni rocchi di colonna pure di epoca romana.
Il portale, rettangolare, è fiancheggiato da due finestre, anch’esse rettangolari, mentre sopra il portico è collocato un oculo.

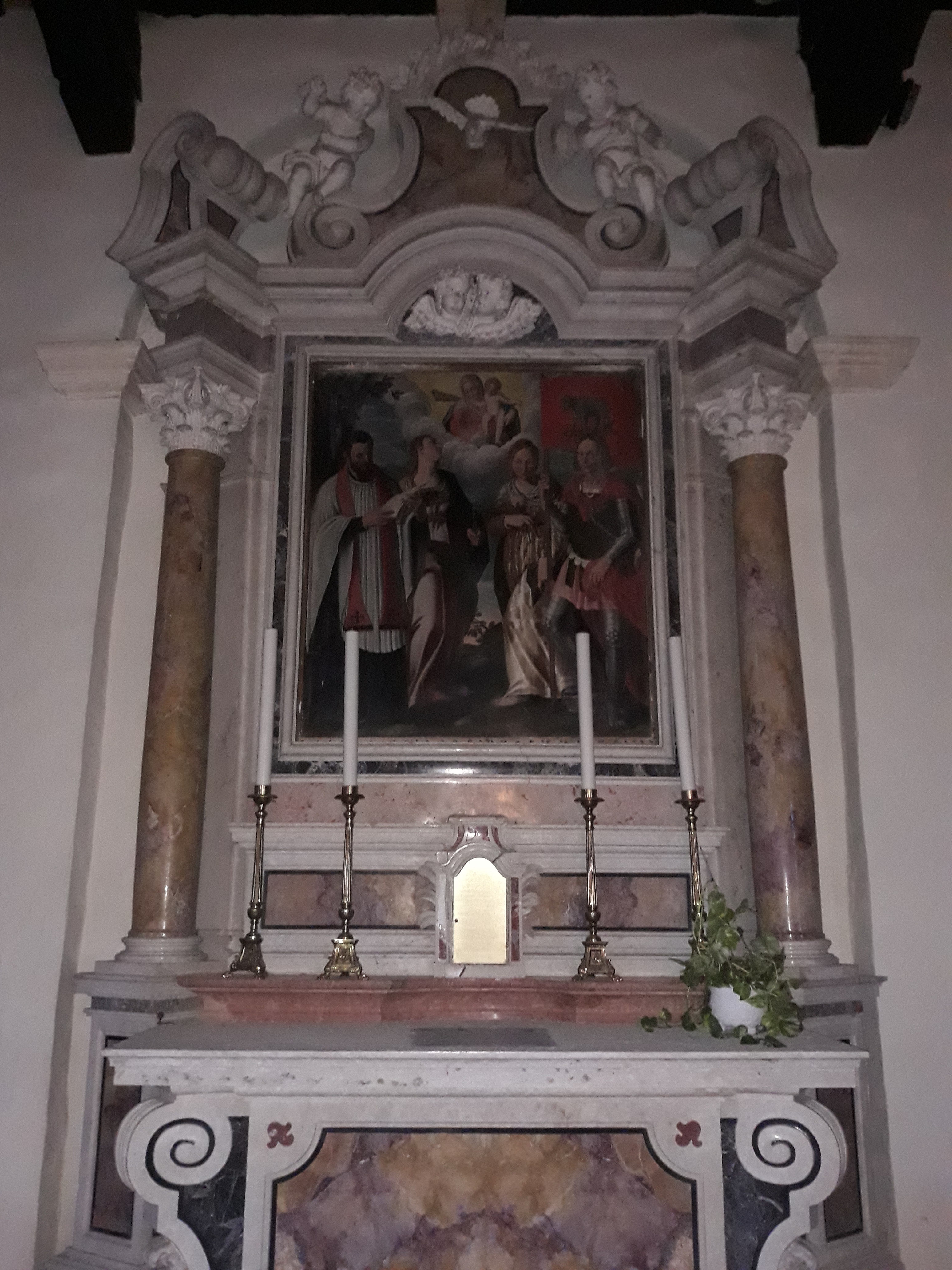
L'altare sul lato sinistro.

### Interno
La chiesa oggi è ad una sola navata con tetto a capriate lignee.
Sul lato sinistro vi è un altare in stile barocco con dipinti i Santi Valentino, Apollonia, Agata, Bovo con la Madonna in gloria, databile al 1616.
Risulta visibile anche una piccola tavola con una Crocifissione del XVII secolo.
Sul lato destro l'altare del XVII secolo è dedicato all'Addolorata, con sculture coeve raffiguranti i Santi Giacomo il Maggiore e Cristoforo.

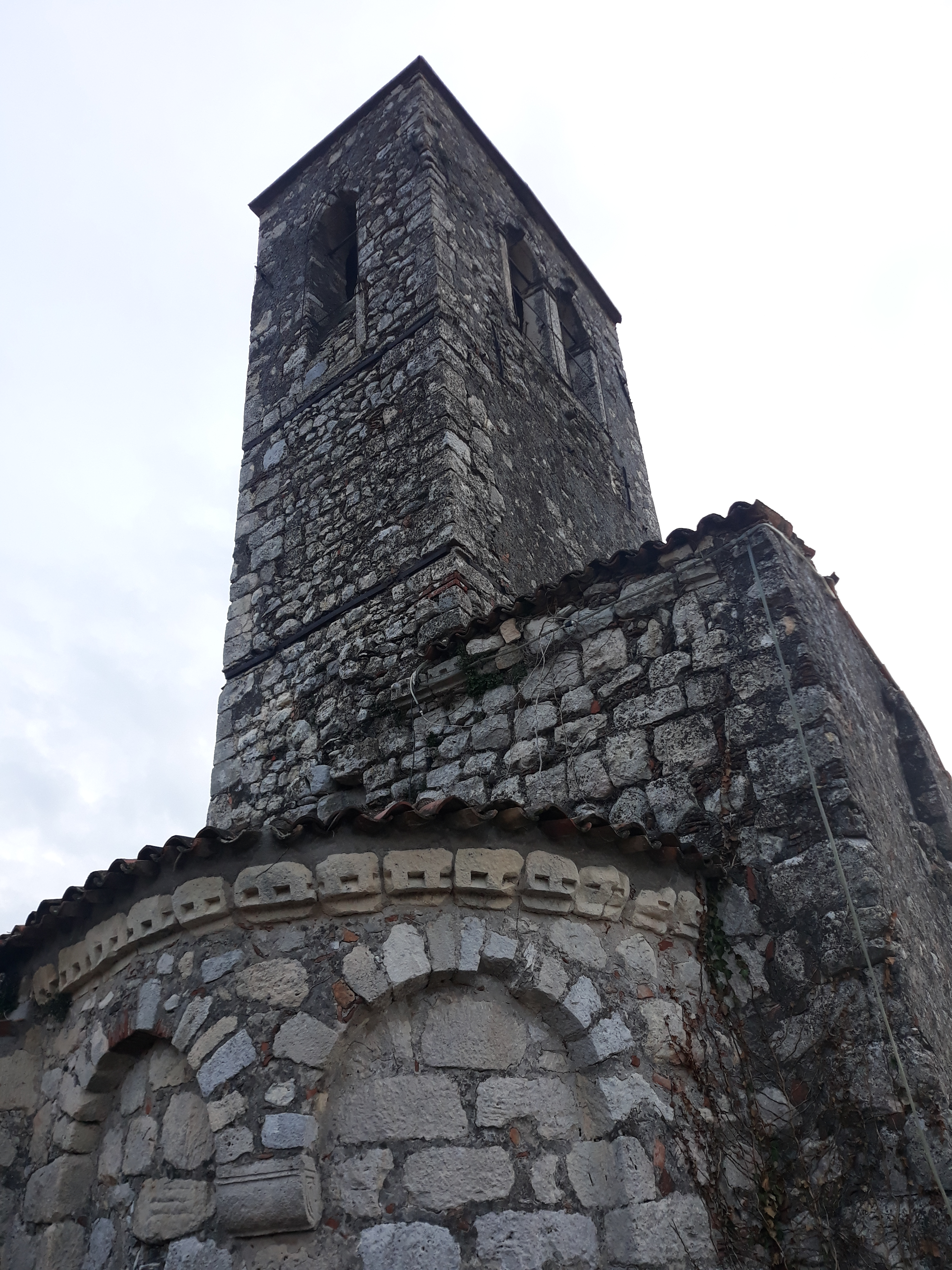
Il campanile poggia sull'abside oggi esterna rispetto all'aula liturgica.

In fondo si aprono due absidi con l’altare maggiore in marmi policromi in quella più ampia, più a sinistra rispetto all’asse della porta d’accesso. Una terza abside oggi è esterna, nascosta da un muro e su cui s’innalza il campanile, segno che l’edificio era più ampio in origine.
Interessante è la presenza, nell'abside di destra, di affreschi nel catino absidale, nella fascia centrale sottostante, nella superficie esterna dell’arco absidale e del pilastro tra questa abside e quella centrale.

Sul pilastro vi sono due pitture. Sopra il Padre Eterno che tiene con le braccia aperte Gesù in croce, sotto due Santi e un devoto con le mani giunte, rivolto verso l’altare maggiore. Quest’ultimo è certamente Traverso dei Maltraversi, che nel testamento del 3 dicembre 1400 dispose le pitture della volta dell’abside destra con raffiguranti i Santi Giacomo il Maggiore e Cristoforo.
Nella cappellina, divisa in tre parti, vi è in alto il Padre benedicente (o Cristo benedicente), racchiuso in una mandorla e attorniato da quattro angeli con un libro ciascuno, raffiguranti i Quattro Evangelisti. Nel secondo spazio si trova la Beata Vergine col Bambino Gesù poppante (che ricorda la Madonna dell'Umiltà di Lorenzo Veneziano nella Basilica di Sant'Anastasia a Verona) e ai lati i Santi Giacomo e Cristoforo, con iscrizione che ricorda Maltraverso. Nel terzo ripiano vi è una Madonna con Bambino in trono, con un ricco panneggio come sfondo; ai lati i Santi Giobbe e Antonio Abate.
Ignoto rimane l’autore degli affreschi, considerati vicini al linguaggio della cerchia di Martino da Verona, assimilato da Battista da Vicenza.
Davanti alla cappella si trovano le pietre tombali con stemma dei Maltraversi.

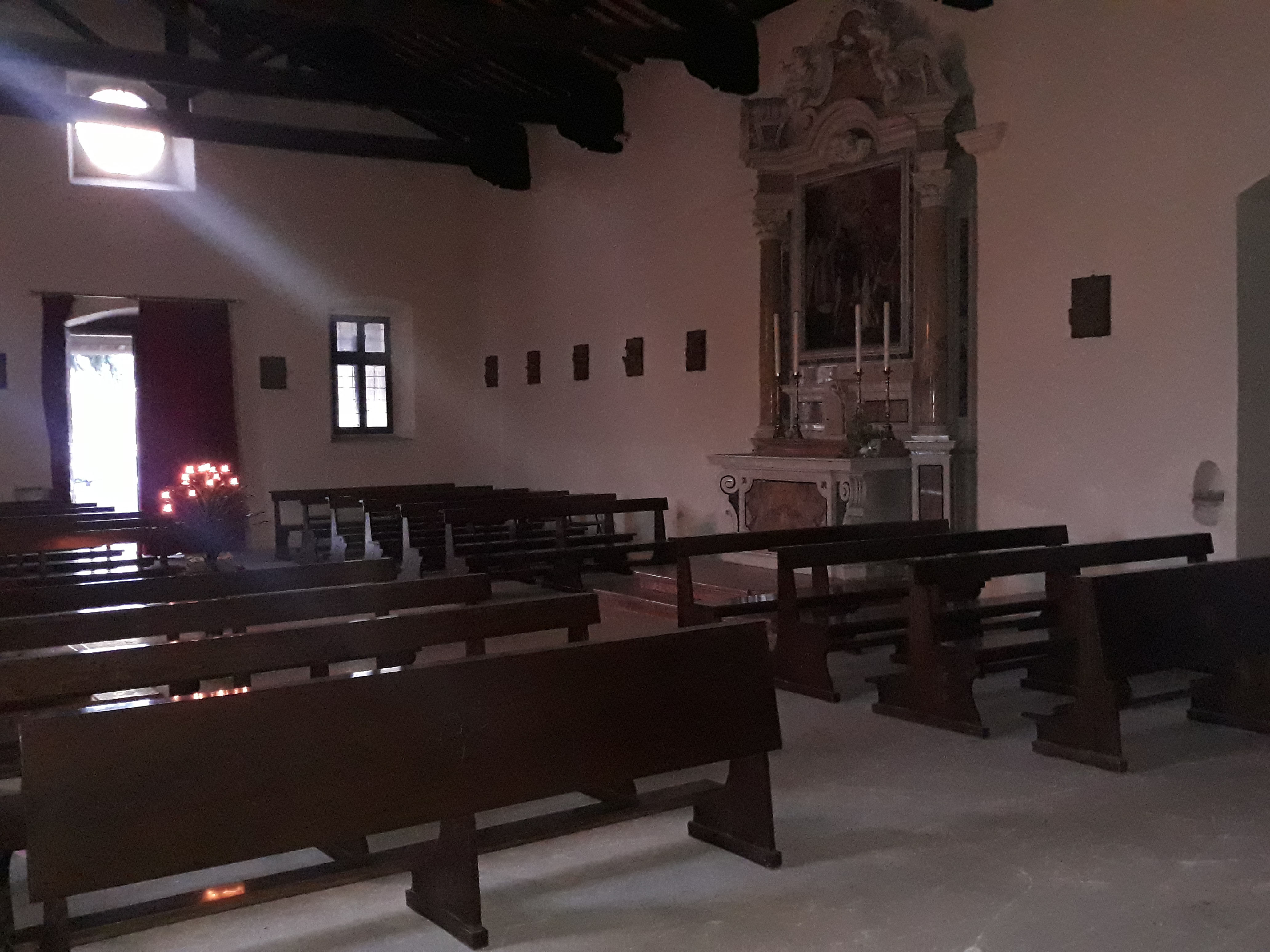
Interno verso la facciata.
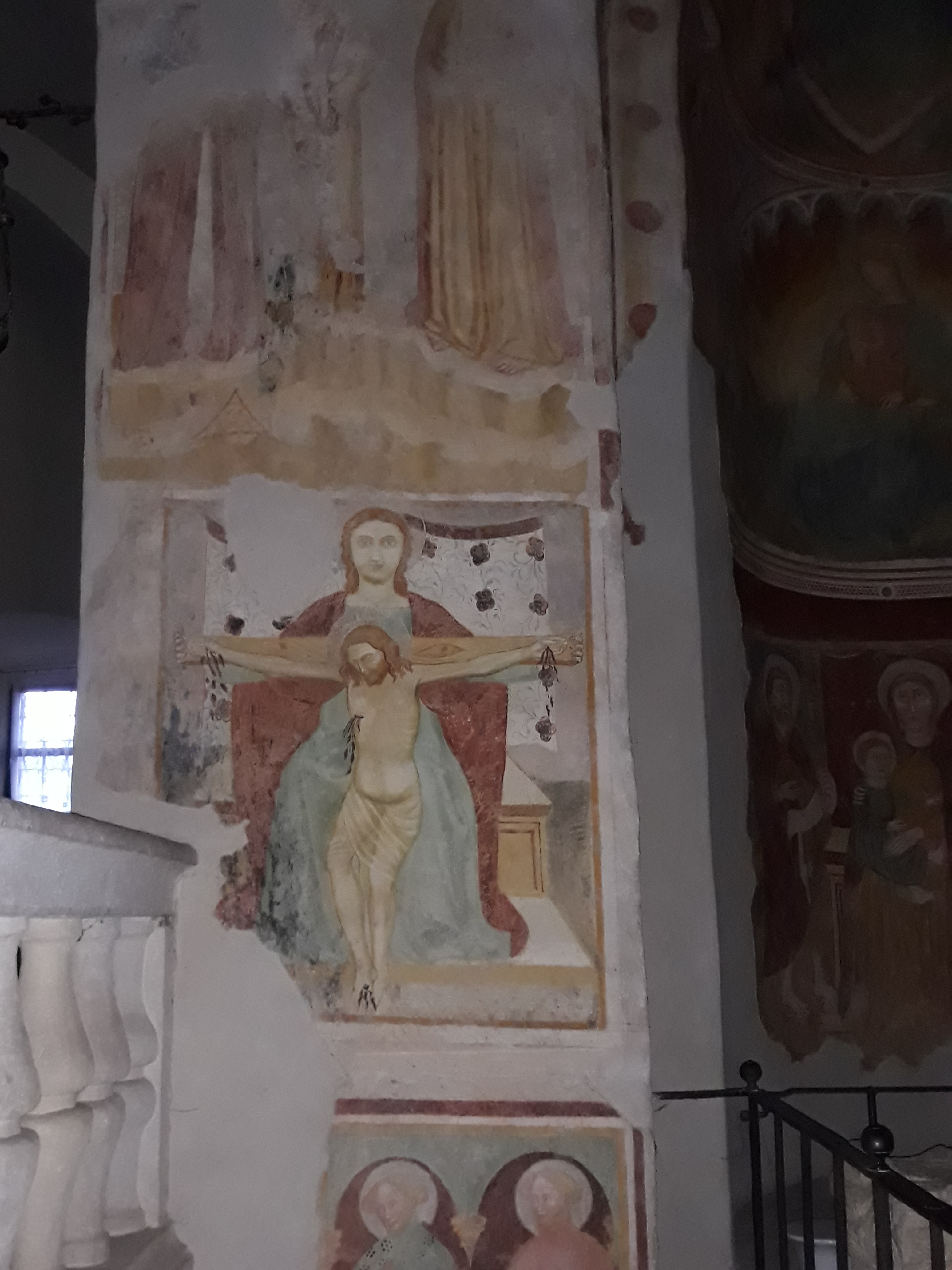
Il Padre Eterno che tiene con le braccia aperte Gesù in Croce.
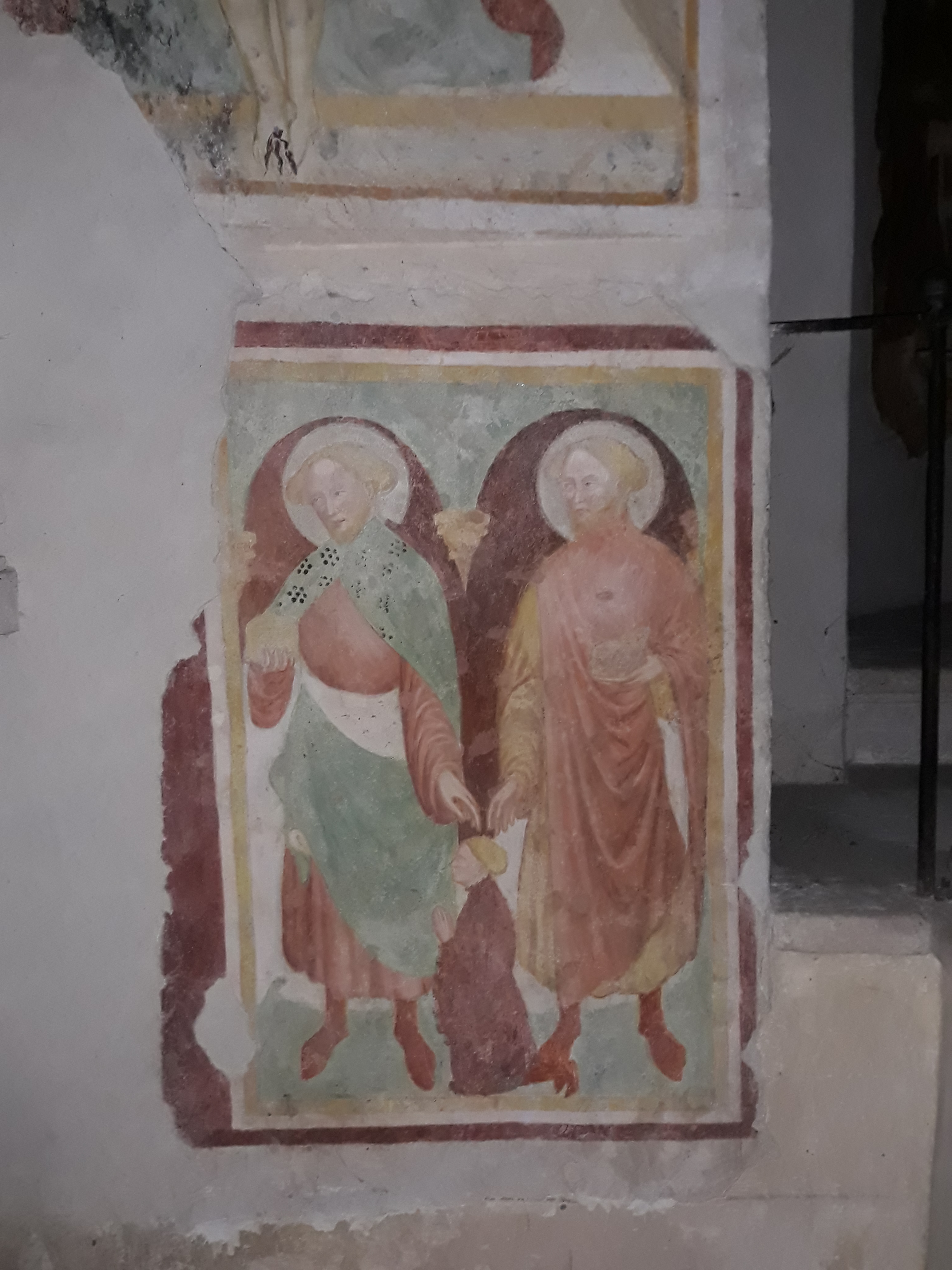
Due Santi con Traverso dei Maltraversi.
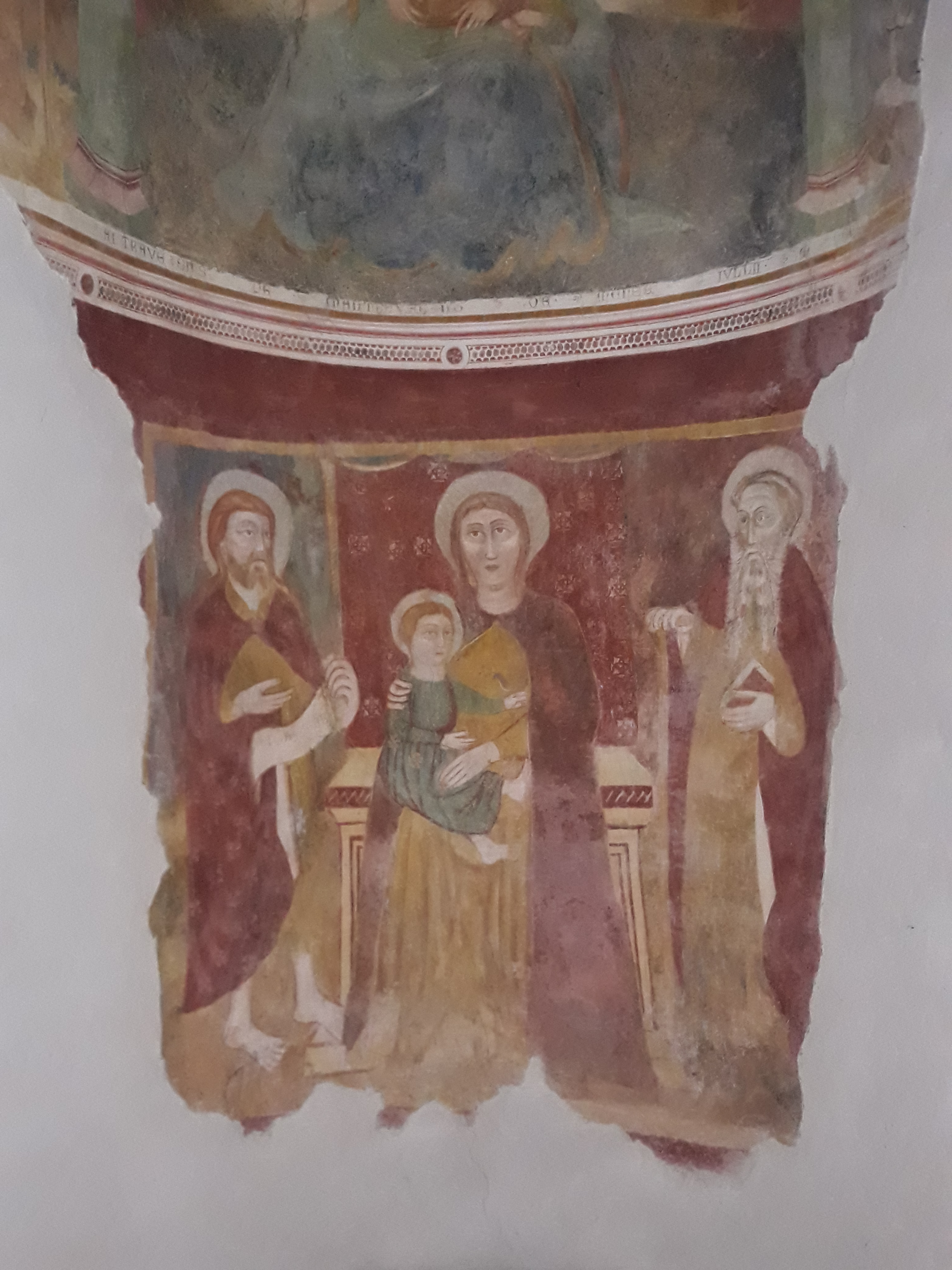
Madonna con Bambino tra i Santi Giobbe e Antonio Abate.
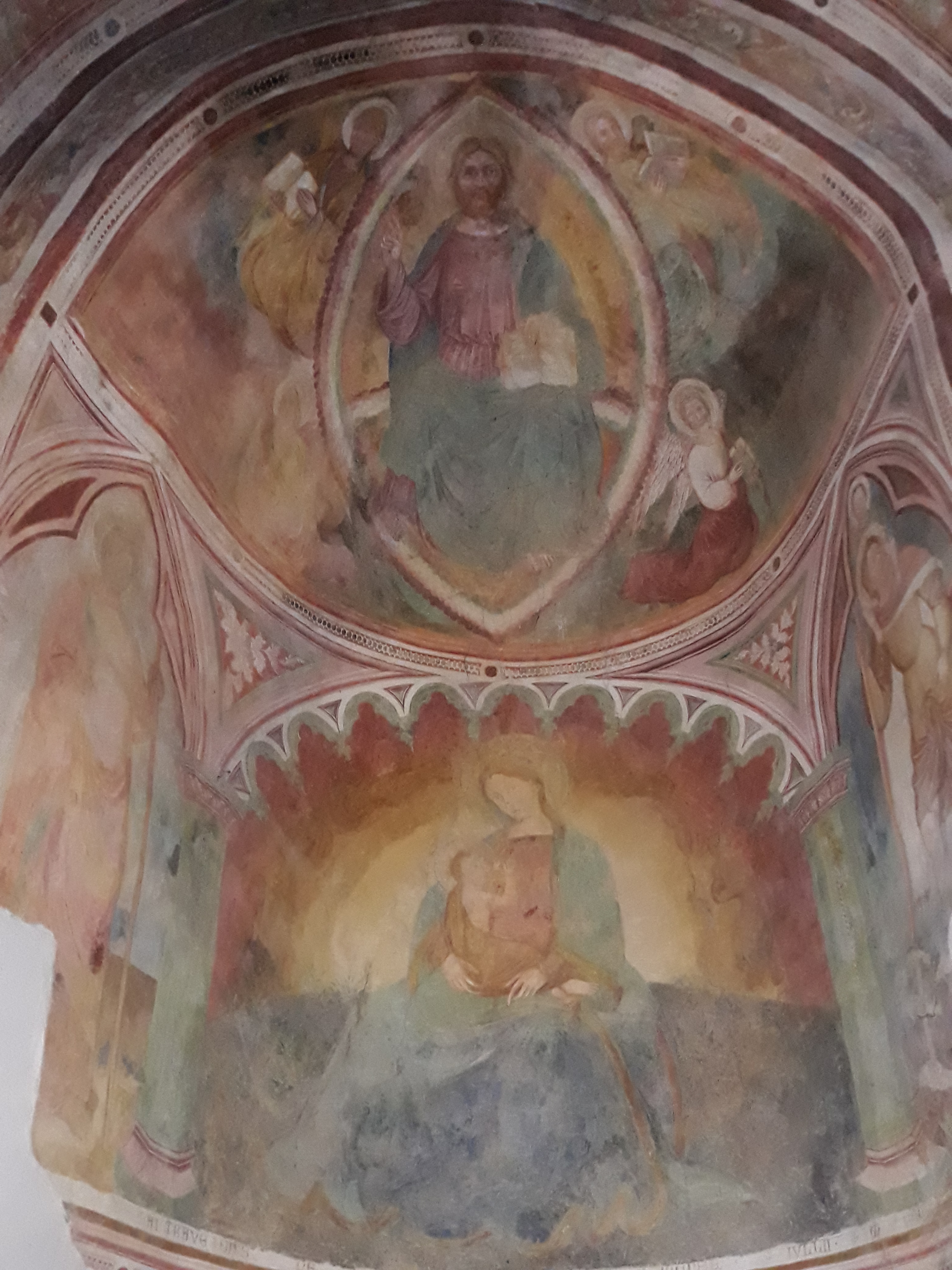
Padre (o Cristo) benedicente attorniato da quattro angeli. Sotto la Beata Vergine col Bambino Gesù poppante.

#### La cripta
La cripta, di poco più piccola dell’abside superiore, è divisa in tre navate da quattro grosse colonne, tre delle quali in marmo finissimo, ed è coperta da volte a vela.
In questo ambiente vi è l’affresco della Madonna con Bambino poppante sotto un padiglione azzurro. Il devoto ai piedi della Vergine è probabilmente Maltraverso dei Maltraversi.
In fondo alla cripta vi è un altare del XVIII secolo, composto da ricchi marmi. Il paliotto contiene un bassorilievo in marmo di Carrara raffigurante San Carlo tra due angeli a forma di cariatidi, opera di Giuseppe Antonio Schiavi del 1749. Nella parte superiore vi è un trittico marmoreo con colonnette di broccatello. Nei vani tre pitture (sono copie; gli originali sono nel Duomo di Santa Maria): al centro il Cristo in croce, ai lati i Santi Sebastiano e Rocco.
A sinistra dell’altare vi è una tomba con lo stemma della famiglia Brenzoni risalente al 1626.

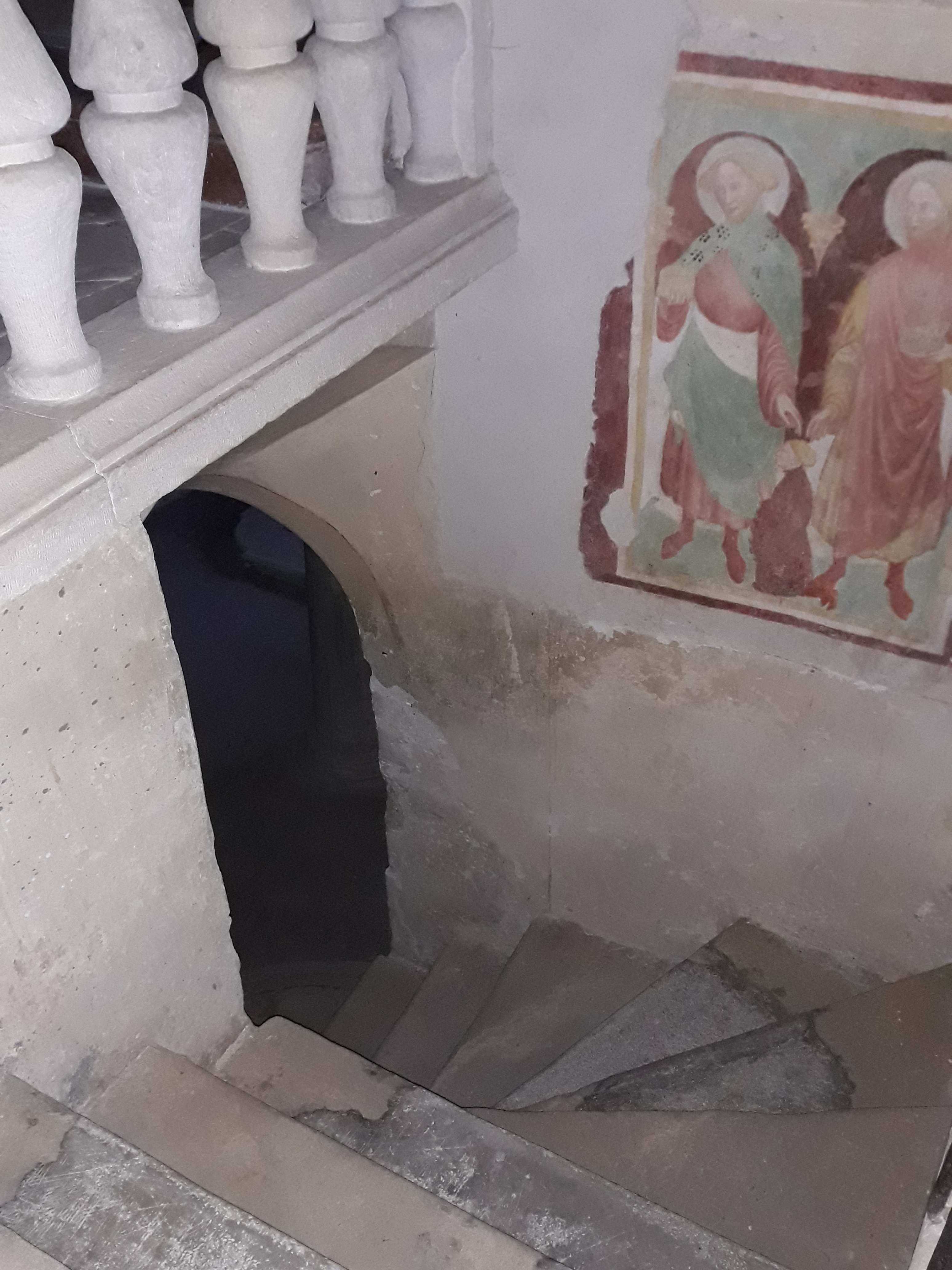
Ingresso della cripta.
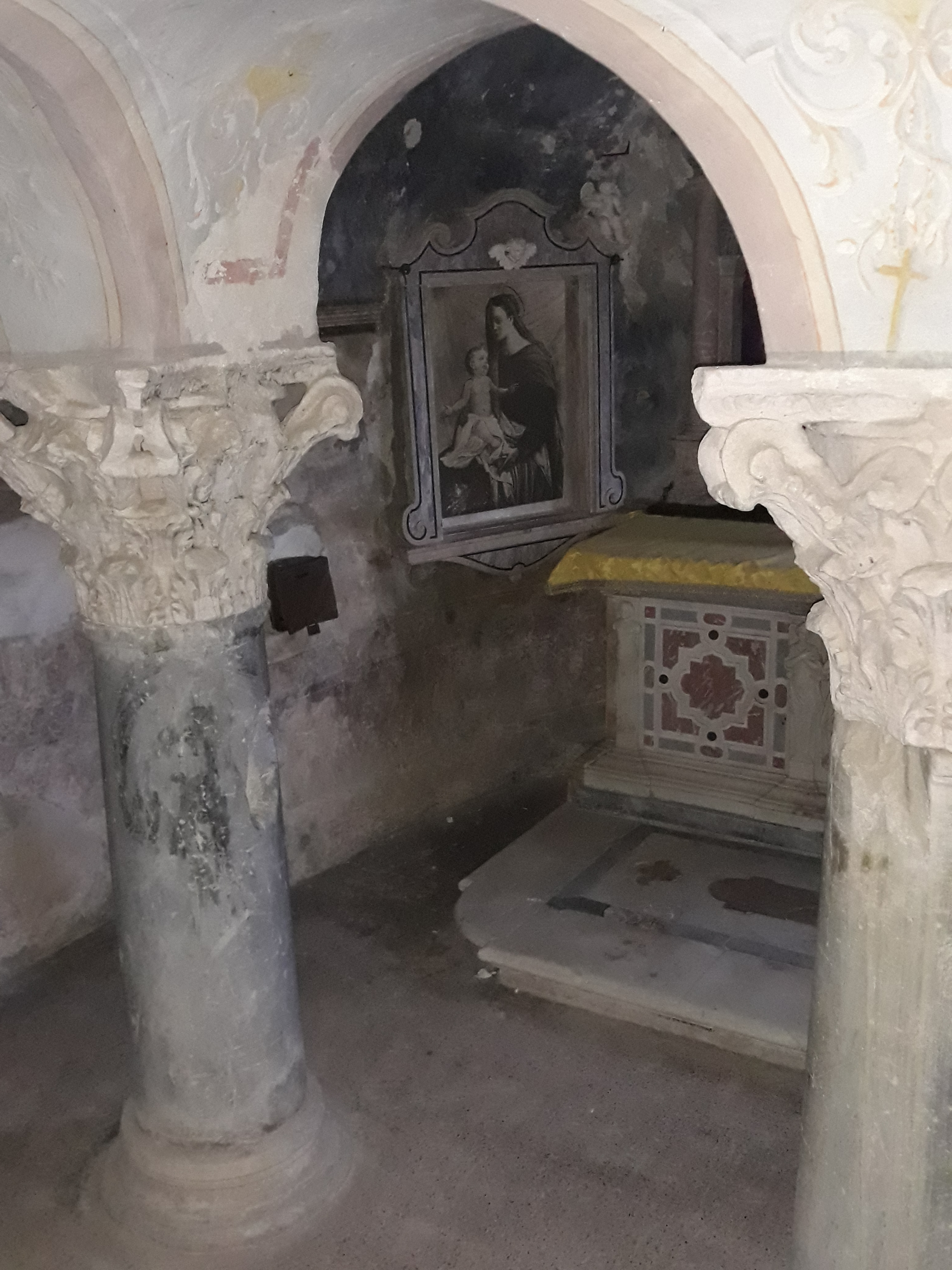
Colonne della cripta, verso l'altare.
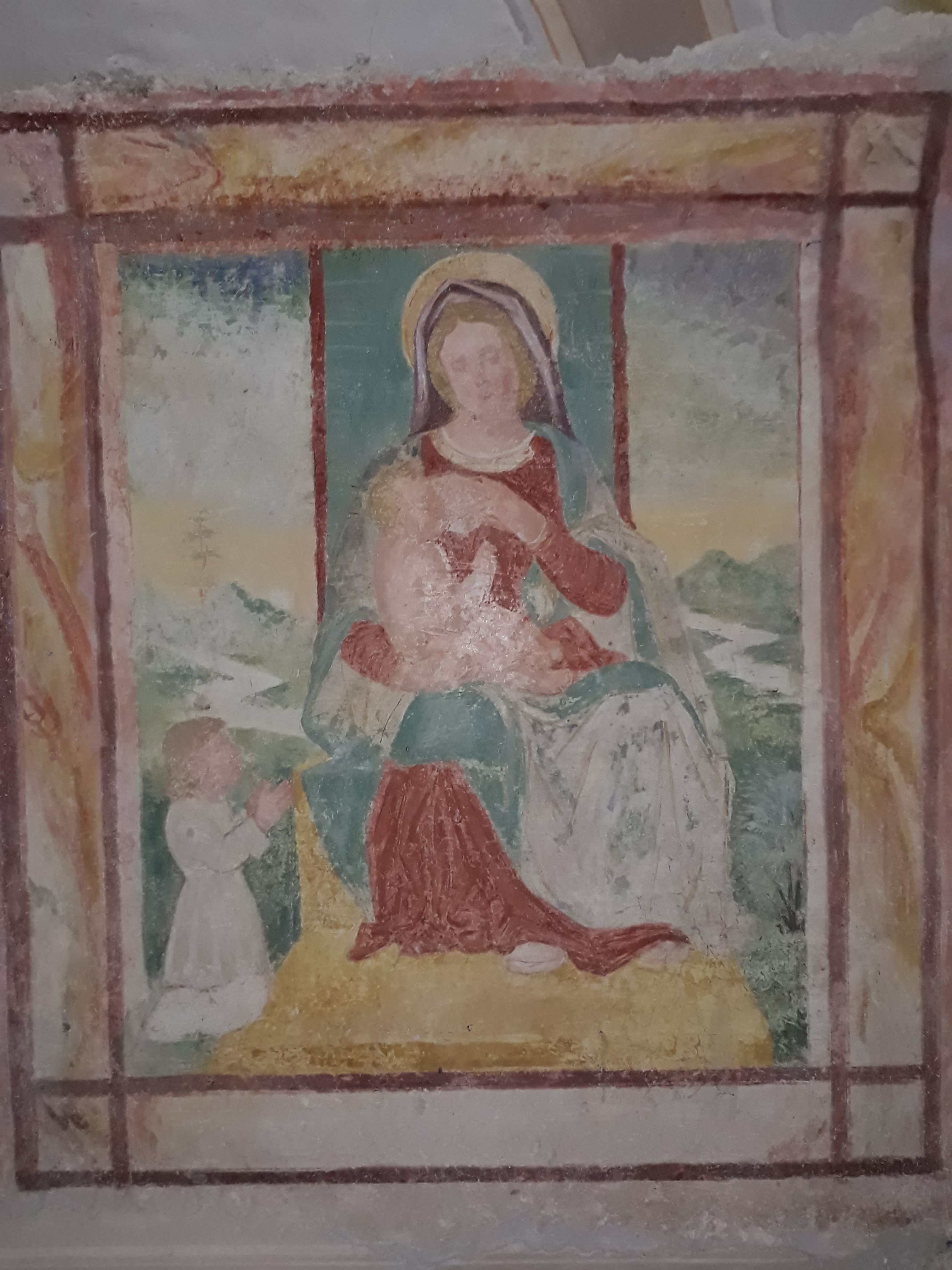
Madonna con Bambino poppante e Maltraverso dei Maltraversi.
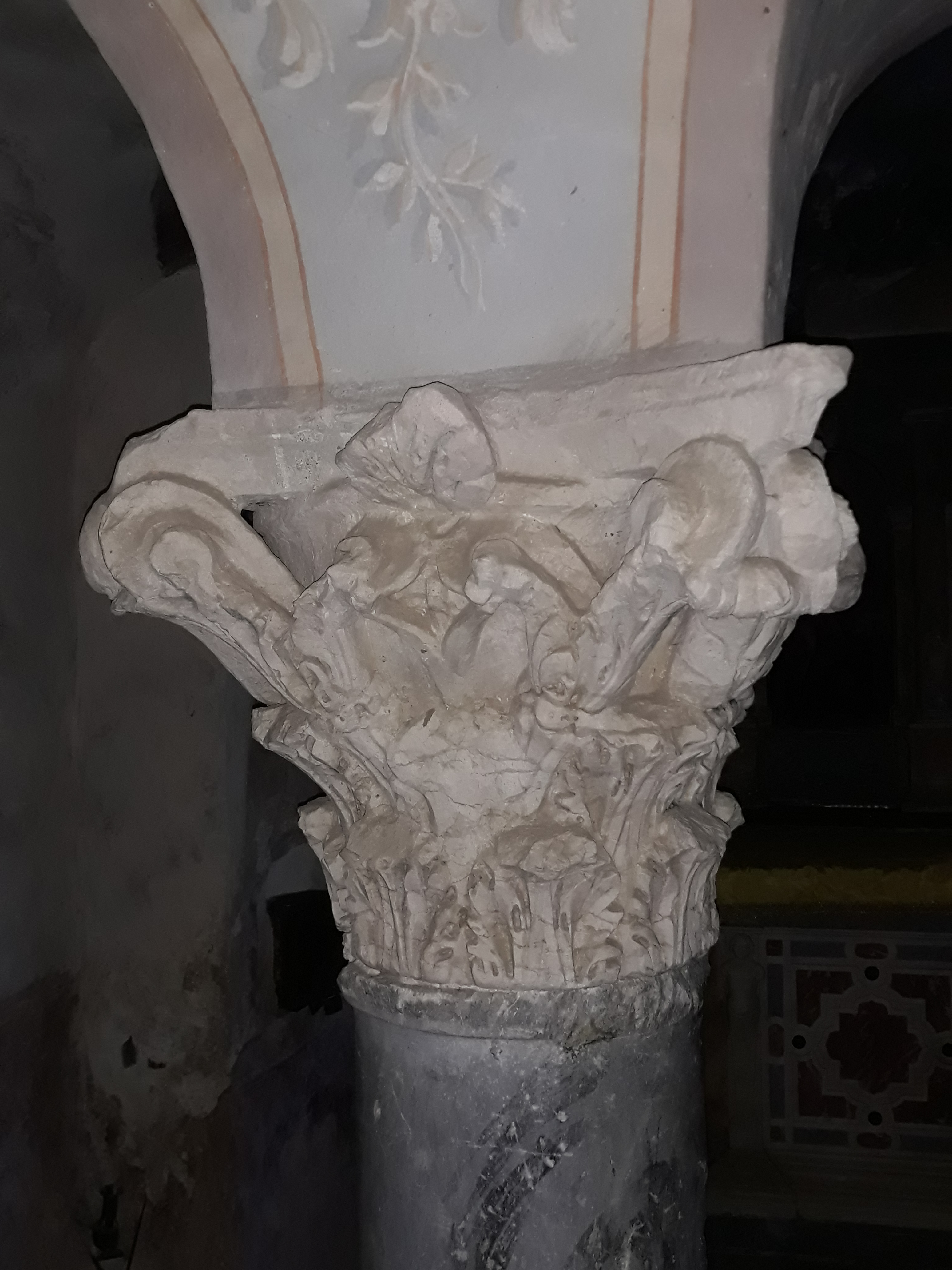
Capitello della cripta.
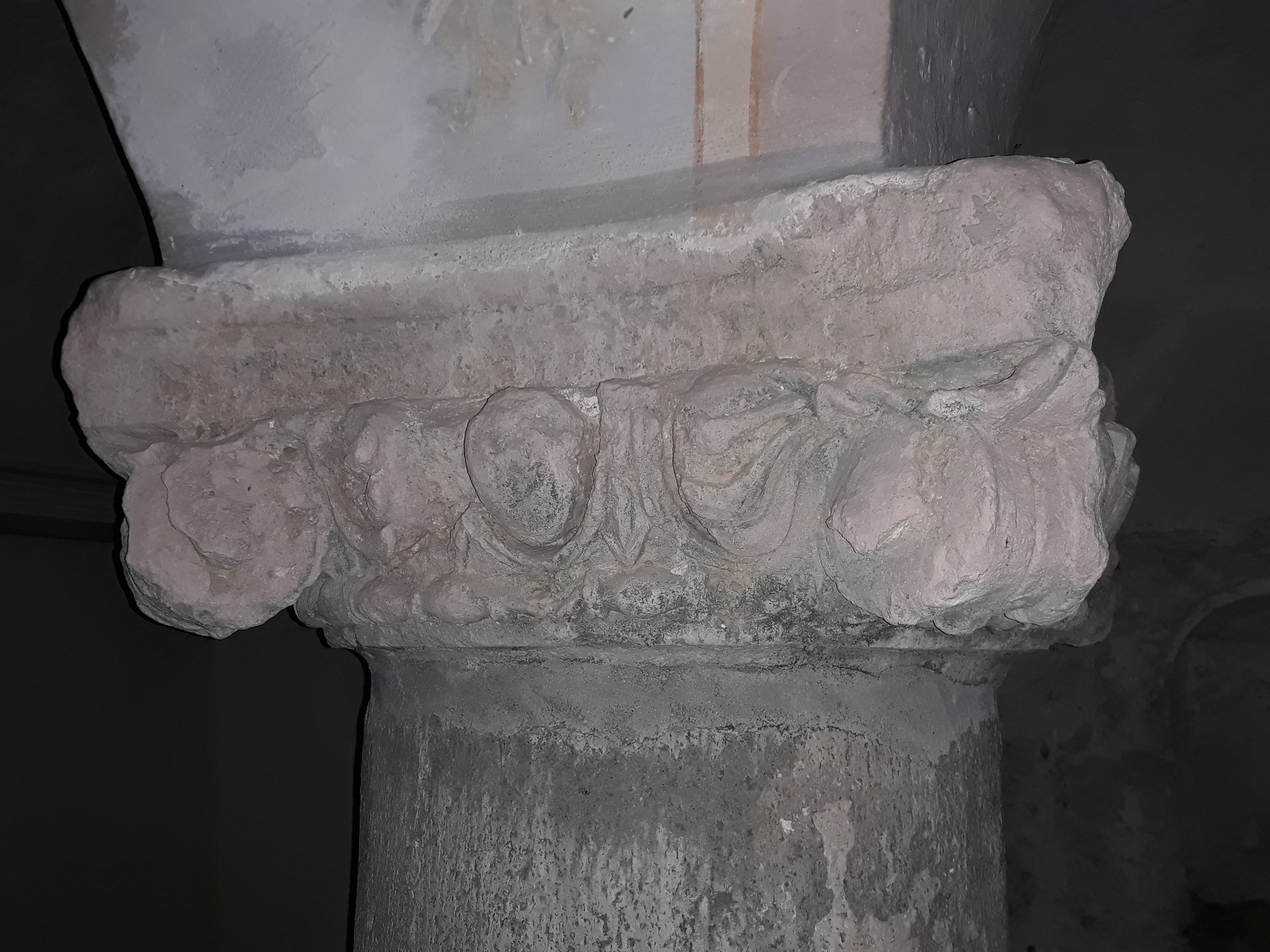
Capitello della cripta.
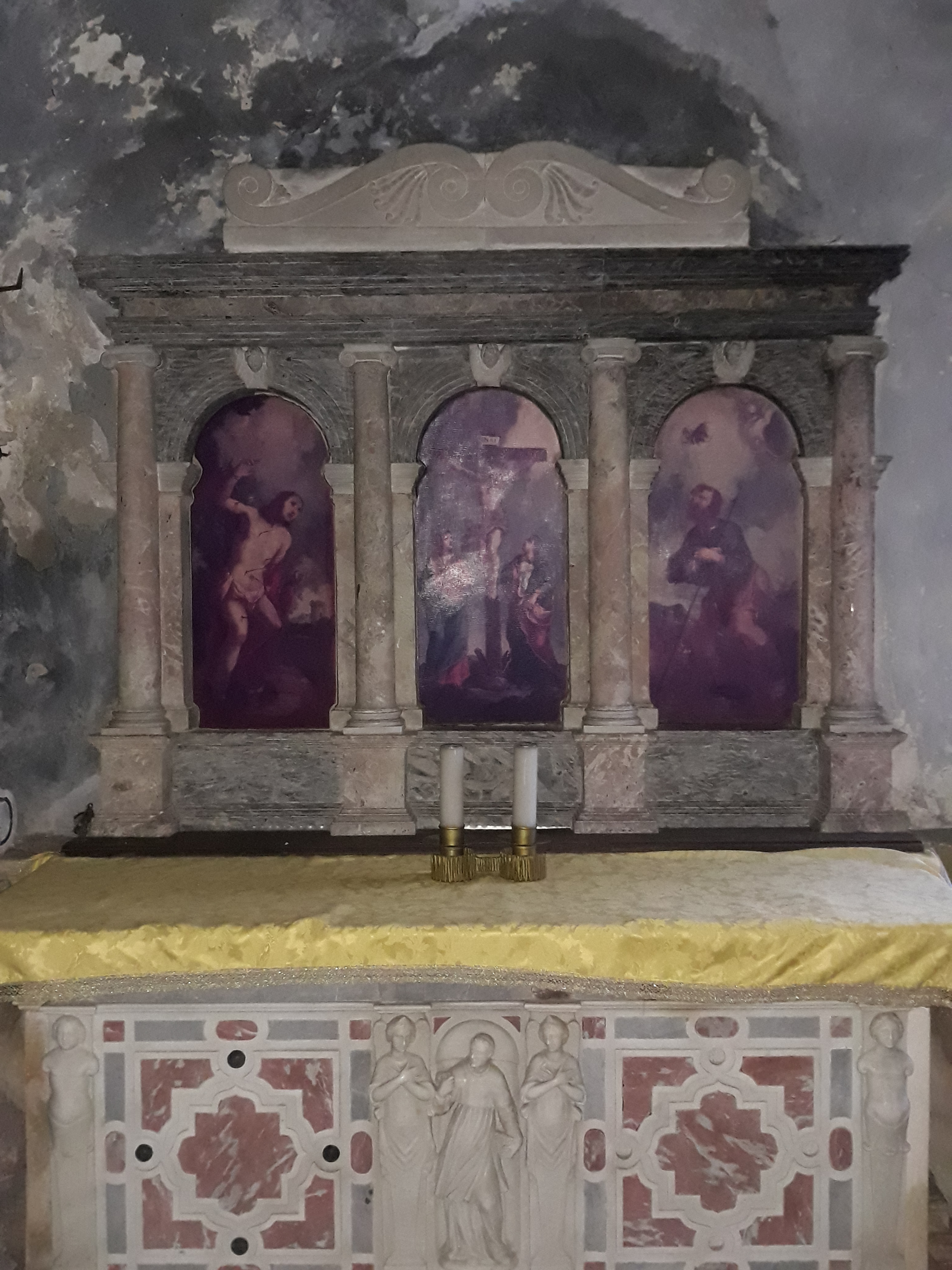
L'altare della cripta, col paliotto e il trittico. Al centro il Cristo in croce e ai lati i Santi Sebastiano e Rocco.
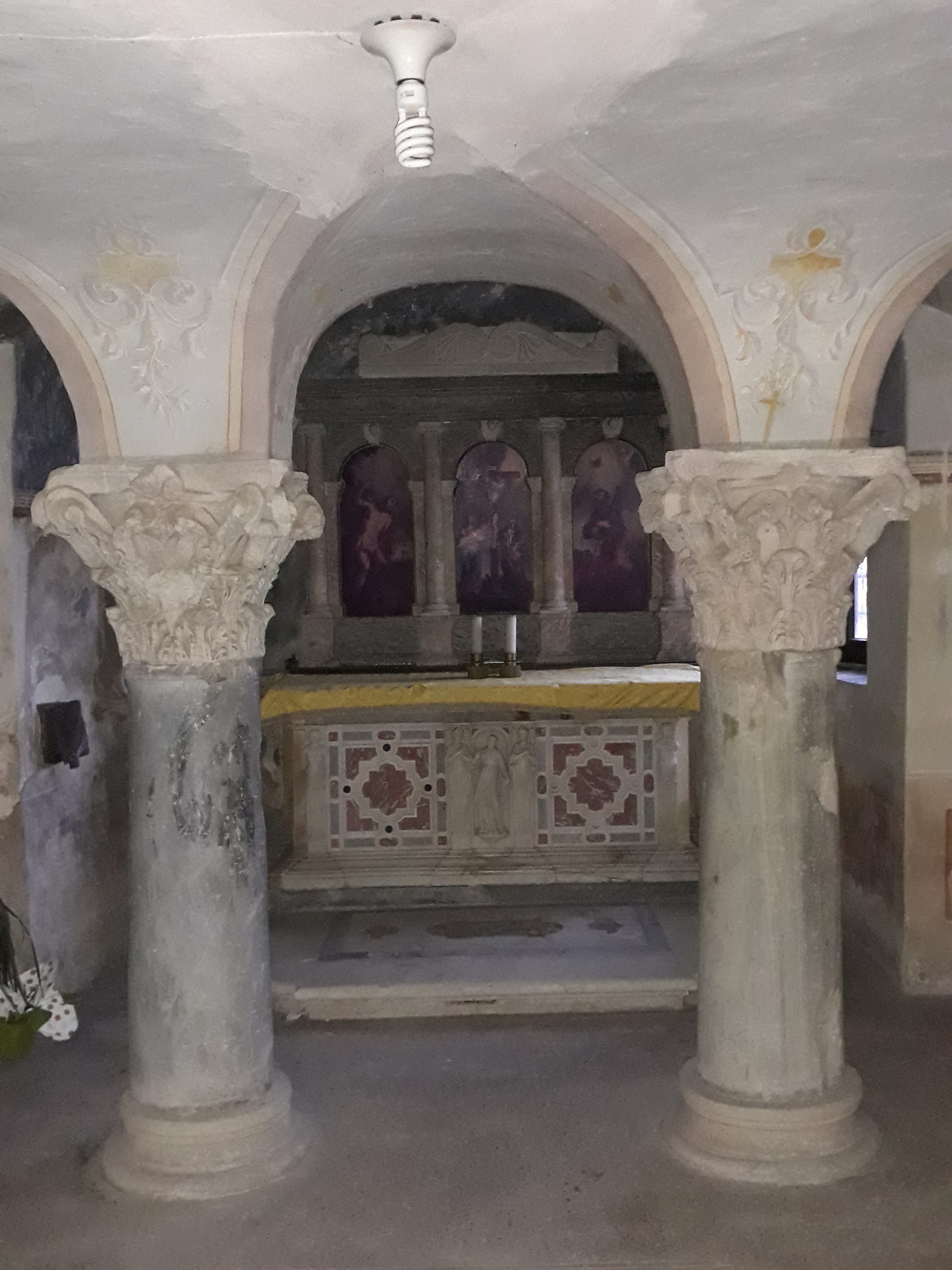
L'altare della cripta.
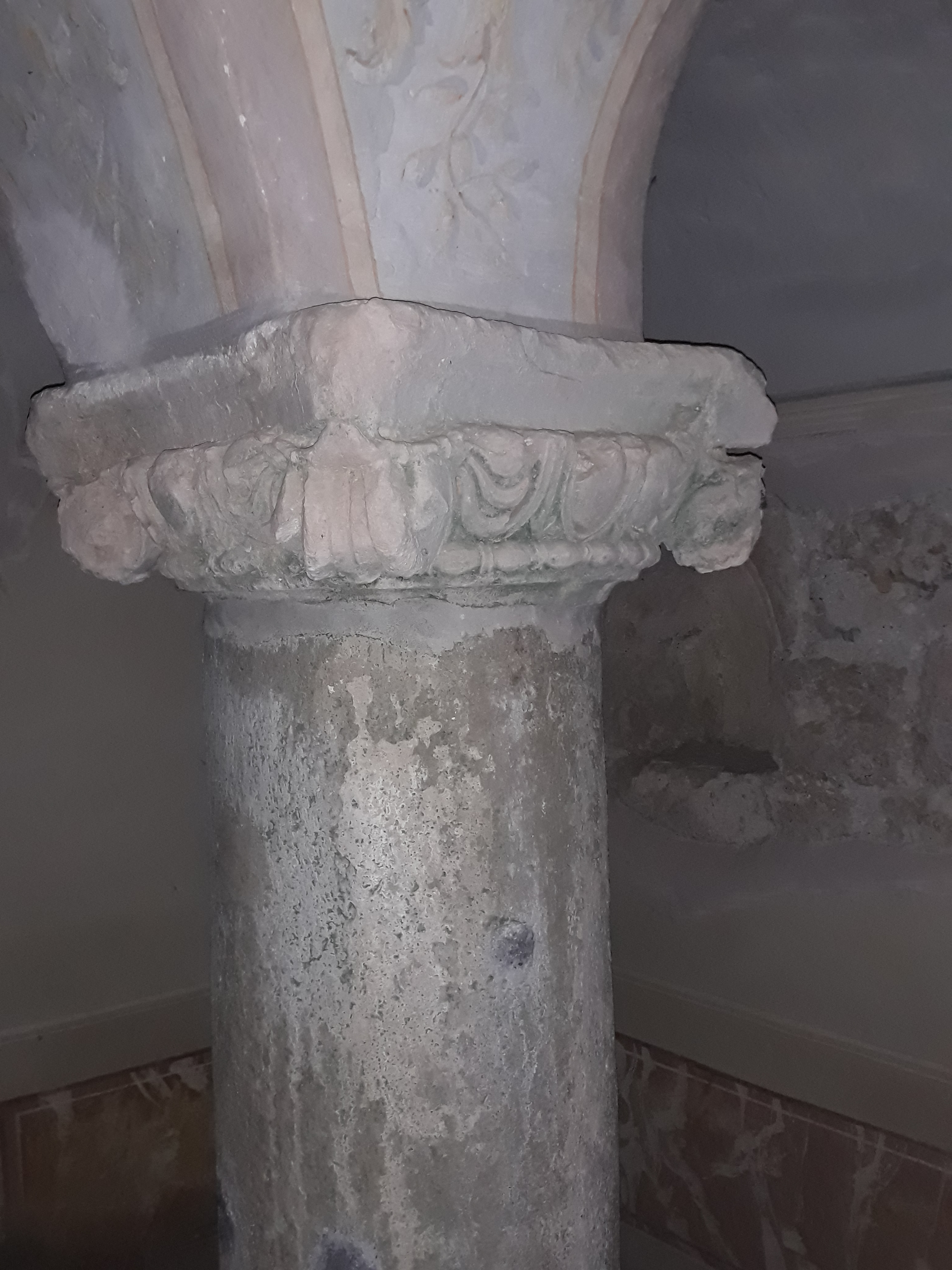
Capitello della cripta.
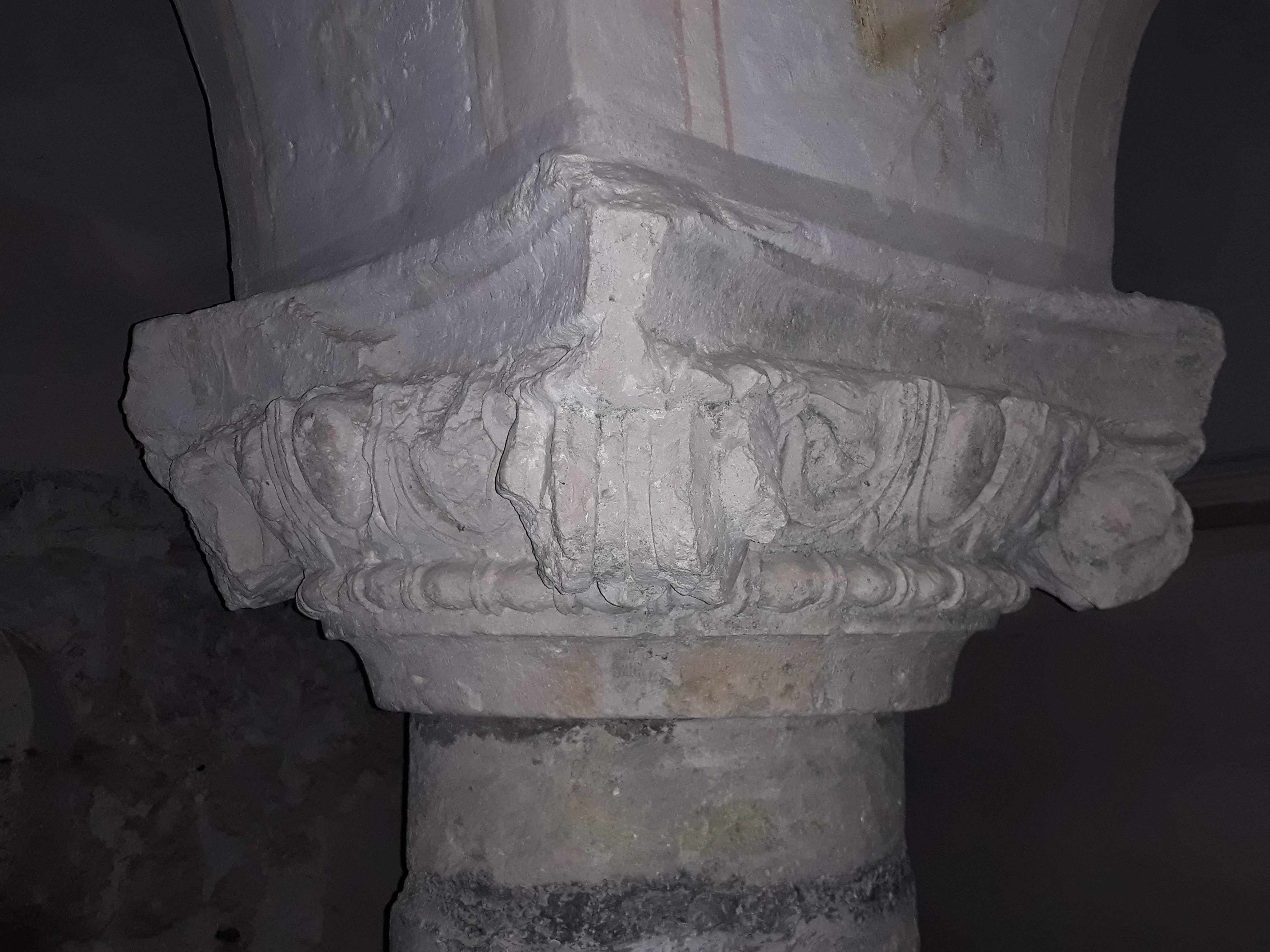
Capitello della cripta.

## Campanile e campane

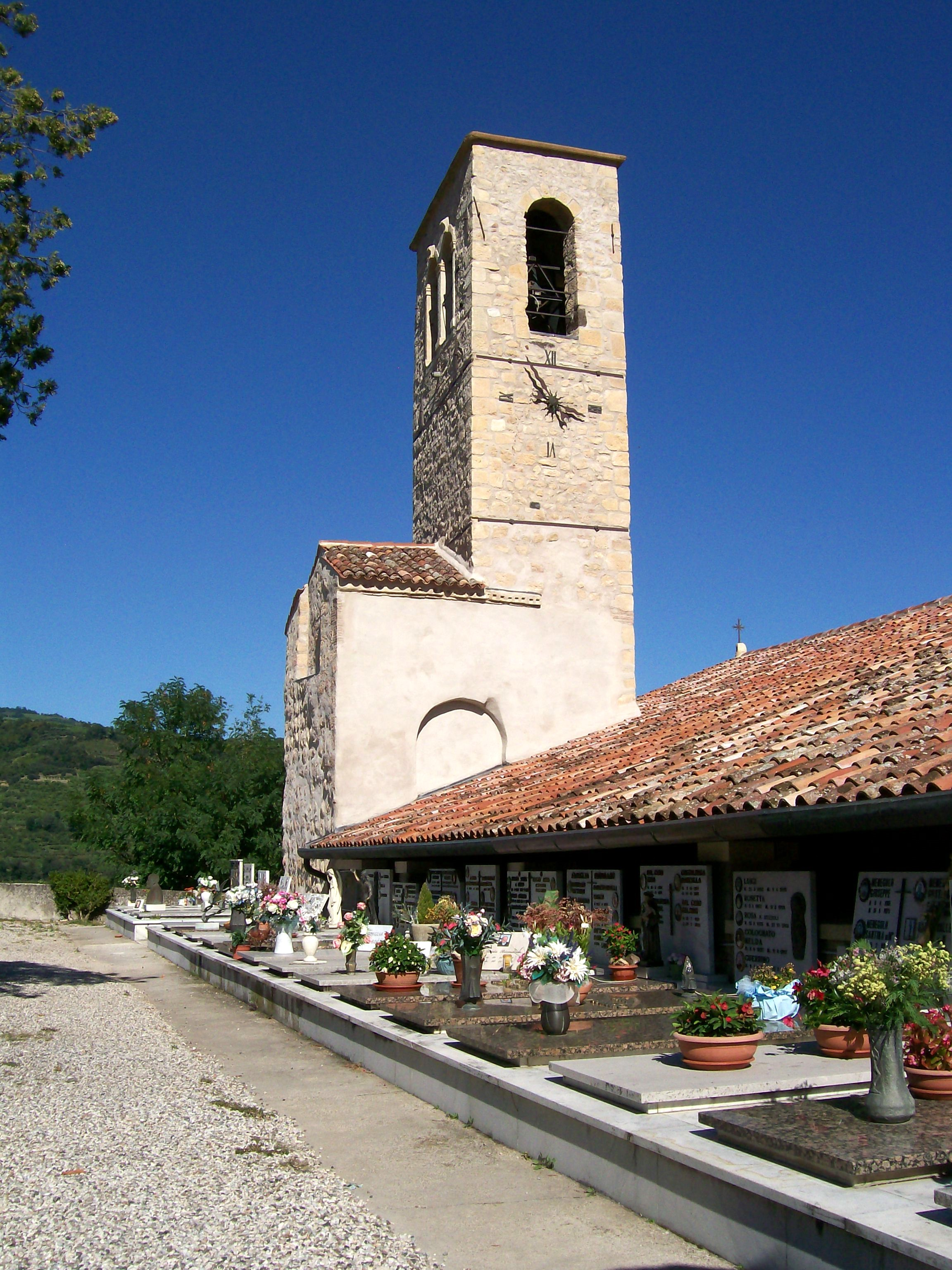
Il campanile.

Il campanile sorge su una delle absidi originali dell'antica chiesa ed è già attestato nella visita pastorale del 1460, quando non vi erano le scale per potervi accedere.
La torre è a pianta rettangolare, con lato più corto verso est e ovest, dove la cella campanaria presenta una monofora. Sul lato lungo, rivolto a nord e a sud, sono presenti due bifore.
Il concerto campanario collocato nella torre è composto da 3 campane in SOL3 montate alla veronese e suonabili manualmente solamente con la pratica del campanò. Questi i dati del concerto:
1 – SOL3 – diametro 920 mm - peso 421 kg - Fusa nel 1833 da Cavadini di Verona
2 – LA3 – diametro 815 mm - peso 294 kg - Fusa nel 1838 da Cavadini di Verona.
3 – SI3 – diametro 720 mm - peso 207 kg - Fusa nel 1832 da Cavadini di Verona.